# جشنواره بین‌المللی فیلم رشد

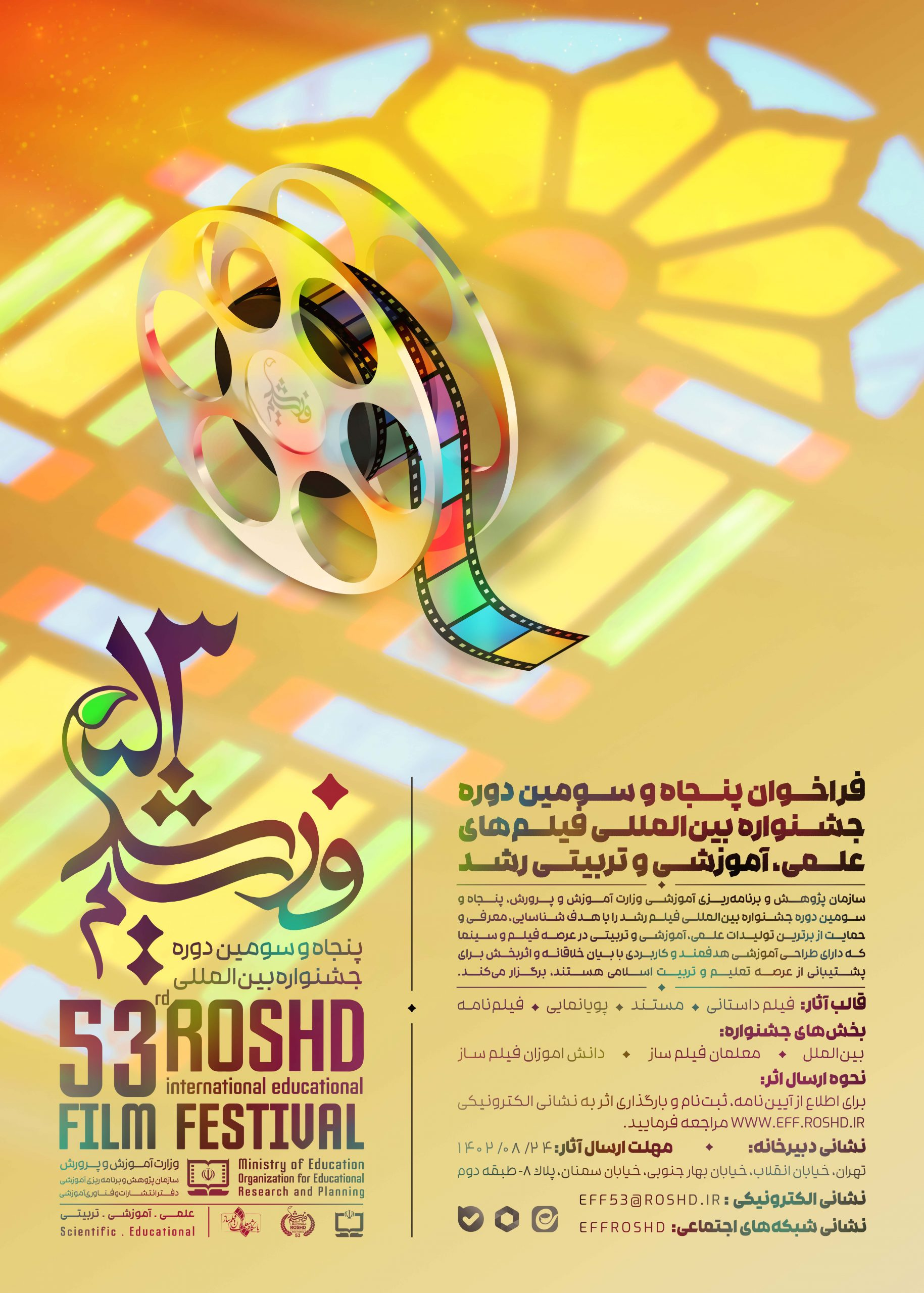

جشنوارهٔ بین‌المللی فیلم رشد نام جشنواره‌ای سینمایی است که هر سال توسط سازمان پژوهش و برنامه‌ریزی آموزشی و دفتر تأمین رسانه‌های آموزشی وزارت آموزش و پرورش برگزار می‌شود. این جشنواره با ۵۳ دوره برگزاری، قدیمی‌ترین جشنوارهٔ فیلم در ایران است. محور اصلی جشنواره فیلم رشد به بررسی آثار علمی آموزشی با نگاه به سند تحول بنیادین اختصاص دارد.

## تاریخچه
این جشنواره برای نخستین بار در سال ۱۳۴۲ با نام «جشنوارهٔ بین‌المللی فیلم‌های آموزنده» برگزار شد. برگزاری این جشنواره با وقوع انقلاب ۱۳۵۷ برای چند سال متوقف شد. اولین دورهٔ این جشنواره پس از انقلاب که دورهٔ پانزدهم این رویداد بود، به مناسبت هفته معلم از ۱۲ اردیبهشت ۱۳۶۴ و به مدت یک هفته در موزه هنرهای معاصر تهران برگزار شد.
در برگزاری هشتمین جشنواره (۱۳۵۰)، نام جشنواره بین‌المللی فیلم‌های آموزنده به جشنواره بین‌المللی فیلم‌های آموزشی تغییر یافت و درجشنواره بیستم (۱۳۶۹) برگزارکنندگان به اتفاق آرا، افزودن نام «رشد» را به نام قبلی مناسب دانسته و جشنواره با نام کنونی «جشنواره بین‌المللی فیلم‌های علمی، آموزشی و تربیتی رشد» نامیده شد.
در سال‌های آغازین، فیلم‌های به نمایش درآمده در جشنواره تماماً به زبان اصلی پخش می‌شدند و در مواردی که متن فیلم مورد توجه مخاطبان قرار می‌گرفت، خلاصه فیلم به زبان فارسی ترجمه و متن آن در اختیار تماشاگران قرار می‌گرفت. از جشنواره دهم (۱۳۵۲) به بعد، با هماهنگی وزیر وقت آموزش و پرورش، دوبله فیلم‌های منتخب با پیام‌های علمی تربیتی شروع شد و از آن پس فیلم‌های جشنواره به صورت دوبله در دسترس تماشاگران گذاشته می‌شوند.
از دورهٔ بیستم نام این جشنواره به «جشنوارهٔ بین‌المللی فیلم‌های آموزش و تربیتی رشد» تغییر کرد و از دورهٔ بیست و پنجم علاوه بر تهران در مراکز استان‌ها و شهرهای دیگر هم برگزار می‌شود.

## برگزیدگان پنجاه و سومین دوره (۱۴۰۲)
| دبیر جشنواره              | زمان برگزاری   | مکان برگزاری           |
| ------------------------- | -------------- | ---------------------- |
|                           | ۳ تا ۶ دی ۱۴۰۲ | پردیس سینمایی باغ کتاب |
| بخش                       | نام فیلم       | برنده                  |
| بهترین فیلم‌ بلند داستانی  | ۷۶۰۰           | بهروز باقری            |
| بهترین فیلم‌ کوتاه داستانی | جان داد        | فاطمه جعفری            |
| جایزه ویژه داوران         | بچه زرنگ       | بهنود نکویی            |